# Любомир Левчев
Любомир Спиридонов Левчев е български поет и писател, народен деятел на изкуството и културата. Бивш член на ЦК на БКП. До смъртта си е женен за художничката Дора Бонева. Баща е на поета Владимир Левчев и на художничката Марта Левчева.

## Биография
Роден е на 27 април 1935 г. в Троян. Завършва гимназия в София и висше образование в Софийския университет „Климент Охридски“, специалност „Библиография и библиотекознание“ към Философско-историческия факултет. Член е на БКП от 1961 г. Като ученик и студент е секретар на Комсомолското дружество. От 1959 до 1963 г. е инструктор в ЦК на ДКМС.
Първата му книга „Звездите са мои“ е издадена през 1957 г., а общо 58 негови книги са преведени в 36 страни. Автор на три романа и на сценарии за филмите „Мълчаливите пътеки“, „Гибелта на Александър Велики“ и „Сладко и горчиво“.
Работи в Радио „София“ и вестник „Литературен фронт“. От 1972 до 1975 г. е заместник-председател на НС на ОФ. По-късно е първи заместник-председател на Комитета за култура. Председател на Съюза на българските писатели от 1979 до 1988 г. Левчев е част от близкото обкръжение на Тодор Живков, известно като „ловната дружинка“ и действащо като неформален съветнически щаб. Член е на Президиума на НС на ОФ, на Световния съвет на мира и на Европейската академия за наука и изкуство. От 1991 г. е собственик на издателска къща „Орфей“, издаваща стихосбирки и едноименно списание.

## Награди и отличия

### Международни
- Златен медал за поезия на Френската академия и носител на званието Рицар на поезията (1985)
- Медал на Асоциацията на венецуелските писатели (1985)
- Награди „Мате Залка“ и „Борис Полевой“ – Русия (1986)
- Голяма награда на института „Александър Пушкин“ и Сорбоната (1989)
- Световна награда за мистична поезия „Фернандо Риело“ (1993)[6]
- Орден „Владимир Маяковски“, учреден от Съюза на писателите в Евразия и Съюза на писателите и преводачите в Русия, и Диплом на литературно-обществената премия „Да светиш винаги“ през 2009 г.[7]
- „Златен венец“ на Стружките вечери на поезията (2010)[8]

### В България
- Носител е на най-висшето държавно отличие в Народна република България за приноси в областта на науката, изкуствата и културата – Димитровска награда за 1972 г.
- През 1977 г. е удостоен със званието „Народен деятел на изкуството и културата“[9]
- Носител е на Националната литературна награда „Пеньо Пенев“ за 1984 г.[10]
- Доктор хонорис кауза на СВУБИТ (17 май 2005 г.)[11]
- По повод неговата 70-а годишнина през 2006 г. Любомир Левчев е награден от президента Георги Първанов с орден Стара планина – I степен, за „изключително големи заслуги към България, за развитие и популяризиране на българското изкуство и култура“[12]
- Доктор хонорис кауза на Бургаския свободен университет (с протокол № 3 от 12 май 2006 г.)[13]
- През 2008 г. получава националната награда „Христо Г. Данов“ за цялостно творчество[14]
- Почетен гражданин на Смолян (2010)[15][16]
- Почетен гражданин на София (2015)[17][18]
- През 2018 година е удостоен с националната литературна награда „Ламар“, връчвана от Община Троян и Съюза на българските писатели.[19][20]

## Произведения

### Поезия
| - „Звездите са мои. Стихотворения“ (1957) - „Завинаги. Стихотворения“ (1960) - „Позиция. Стихотворения“ (1962) - „Но преди да остарея. Стихотворения“ (1964) - „Пристрастия. Стихотворения“ (1966) - „Обсерватория. Стихотворения“ (1967) - „Рецитал. Стихотворения“ (1968) - „Стрелбище. Стихотворения“ (1971, 1974) - „Дневник за изгаряне. Стихотворения“ (1973, 1975) - „Звездопът. Поеми“ (1973) - „Свобода. Стихове“ (1974) - „Самосъд. Стихотворения из десет книги“ (1975) - „Изход. Стихове“ (1976) - „Поздрав към огъня. Стихове“ (1976, 1978) - „Откъс. Стихове“ (1980) - „Заклинания. Стихотворения“ (1981) - „Лък. Стихотворения“ (1983) - „Самосъд'83. Стихотворения из четиринадесет книги“ (1983) | - „Работническа кръв. Стихотворения“ (1984) - „Бавен марш и други стихотворения“ (1984) - „Метроном. Стихове“ (1986) - „Седмата смърт. Стихове“ (1989) - „Отвъд. Стихотворения“ (1994) - „Небесен срив. Стихотворения“ (1996) - „Пръстен от пръст“ (1999) - „Селена“ (2001) - „Вечерен акт“ (2003) - „Пепел от светлина“ (2005) - „Окончания“ (2006) - „Кон със зелени крила“ (2009) - „Капризната игра на времената“ (2010) - „Седемдесет и седем стихотворения“ (2012) - „В невидимата кула“. Любовна лирика. ИК „Жанет 45“, Пловдив (2014) |

Автор е на текстовете на песните „Да те жадувам“ на рок група „Сигнал“ и „След любов“ по музика на Александър Йосифов, включена в албума „Борис Гуджунов '78“.

### Проза, есеистика, мемоари
| - „Поетическото изкуство“ (1986) - „Убий българина. Роман“ (1988) - „Ти си следващият“ – роман (2001) - „Размисли за орфизма“ - „Писма от Ада. Есета“. София: Стандарт, 2008, 262 с. - „Панихида за мъртвото време“ (2011) |

### Произведения
- Любомир Левчев, Стихове, сп. „Пламък“, бр. 1&2 от 2002 г.
- Стихове и поеми на Любомир Левчев в Литернет
- Любомир Левчев, Стихотворения, сп. „Европа 2001“

### Интервюта
- „Любомир Левчев: СВОБОДА извън попрището“ Архив на оригинала от 2016-03-13 в Wayback Machine., интервю на Пепа Витанова, сп. „Тема“, бр. 19 (32), 13 – 22 май 2002
- „Човекът на многото книги“ (По темата „Книгите на моя живот“ – Любомир Левчев)[неработеща препратка], сп. „Жената днес“
- „Любомир Левчев: Хората се страхуват най-вече от неизвестността (Поезията е по-скоро заболяване, а не оздравяване, смята поетът на прага на 70-годишнината си)“, интервю на Мария Митева, в. „Сега“, 27 април 2005 г.
- „Любомир Левчев: Има много изходи. Но вече няма вход...“, интервю на Анжела Димчева, в. „Труд“, 14 март 2015 г.
- „Любомир Левчев: Свободата е самотно занимание“, интервю на Евелина Тодорова и Иван Матанов, в. „Стандарт“, 23 април 2015 г.
- „Любомир Левчев: Радичков поиска да ми ударят 100 тояги“, интервю на Пенчо Ковачев, в. „24 часа“, 17 май 2015 г.

### За него
- „Поетът на 75 г.“, блок, който съдържа две статии – „Истини за Любомир Левчев“ на Дончо Цончев и „На по-добрия ковач“ на Тома Марков, както и ново стихотворение на самия Левчев – в. „Труд“, 26 април 2010 г.
- Георги Марков, „Писмо до Любомир Левчев – поет“, Електронно списание LiterNet, 10 септември 2006, № 9 (82)
- Рада Александрова, „Левчев и цинизмът като стил и метод“, e-vestnik.bg, 30 септември 2013 г.
- Йордан Ефтимов, „Стълбата на изпитанията: Любомир Левчев на 80“, в. „Труд“, 30 април 2015 г.
- Пламен Дойнов, „Версията Левчев“, в. „Литературен вестник“, бр. 28, 18 септември 2013 г.
- Димитър Бочев, „А може би и не бива“, портал „Култура“, 16 януари 2020 г.